# Liviu Tudor
Liviu Tudor (21 martie 1961, Piatra-Neamț) este un om de afaceri român, cu activități în domeniul imobiliarelor.
Liviu Tudor deține o diplomă de inginer în Aeronautică de la Institutul Politehnic din București și a urmat cursuri de specialitate la London Business School.
Tudor este și secretarul general al Asociației Române pentru Clubul de la Roma.
În 2014, Liviu Tudor era și cel mai mare proprietar român de spații de birouri.
Liviu Tudor a investit până în 2014 circa 300 milioane euro în construirea parcurilor de afaceri West Gate din Militari și Novo Park din Pipera, care cumulează o suprafață de 150.000 metri pătrați.
În anul 2015 Liviu Tudor avea o avere estimată la 300-310 milioane euro în Top 300 Capital, fiind pe poziția a noua în topul celor mai bogați români. În 2022 averea îi era estimată la 280-300 milioane de euro.
Liviu Tudor, fondator și Președinte al RABO, are o experiență de 25 de ani în domeniul afacerilor și peste 15 ani în domeniul imobiliar și al proprietăților comerciale, fiind unul dintre proprietarii semnificativi de spații de birouri din România.
Omul de afaceri deține funcția de Vicepreședinte al EPF – European Property Federation, cea mai reprezentativă asociație cu sediul la Bruxelles, care reunește proprietarii de cladiri comerciale din Europa, cu o valoare de peste 1.500 miliarde Euro.
Liviu Tudor conduce Genesis Development, companie de investiții și dezvoltări imobiliare, ce deține două parcuri de birouri de clasa A în București, cu o suprafață închiriabilă de peste 150.000 mp. Realizate la cele mai înalte standarde și dotate cu facilități moderne, cele două parcuri de birouri, West Gate (Militari) și Novo Park (Zona de Nord), găzduiesc sediile mai multor companii multinaționale, precum HP, Ericsson, Siemens, Dacia-Renault, Accenture, UniCredit, Societe Generale EBS, Alpha Bank, Garanti Bank, Infineon, Panasonic, Luxoft, Yokogawa și multe altele.
Este Secretarul General al Asociației Române pentru Clubul de la Roma și membru al World Presidents’ Organization (YPO/WPO).
Alături de soția sa, Liviu Tudor a construit West Gate Studios, cel mai mare campus privat din România, în care locuiesc aproximativ 1800 de tineri studenți, români și străini.
Din 2018, Liviu Tudor deține titlul de Doctor în Management la Academia de Studii Economice București.
Este căsătorit cu Monica Tudor și are 2 copii.